# Рововска палица
Рововска палица представља хладно оружје, широко коришћено у Првом светском рату. Користиле су је и Антанта и Средишње силе, посебно на Западом бојишту где су се одвијале велике рововске битке. Палице би се углавном користиле ноћу, када би се изненада упадало у непријатељски ров, те би се њима на тих начин неутралисали непријатељски војници. Биле су начињене од дрвета, а на врх су стављани разни комади метала (на пример забијали би се ексери или би се причвршћивале празне бомбе) како би се повећала штета коју наносе ударцем. Ово оружје масовно се производило одмах иза првих линија фронта.